# Агглютинация (биология)

Типичный результат проверки крови на групповую совместимость, демонстрирующий гемагглютинацию (слипание в комочки и выпадение в осадок эритроцитов) несовместимой крови

Агглютина́ция (лат. agglutinatio — «приклеивание») — склеивание и выпадение в осадок из однородной взвеси бактерий, эритроцитов и др. клеток, несущих антигены, под действием специфических веществ — агглютининов, в роли которых могут, например, выступать антитела или лектины. Реакцию агглютинации применяют для определения групп крови, идентификации возбудителей инфекционных заболеваний и др.
В крови, например, агглютинация эритроцитов происходит в результате того, что агглютинины склеивают агглютиногены в эритроцитах.

## Переливание крови
Подбирается донорская кровь в соответствии с группой и переливается реципиенту. Существуют четыре группы крови, которые определяются по системе AB0. Подобное разделение основано на содержании белков — агглютиногенов А и B на эритроцитах и белков — агглютининов α- и β- в плазме крови. При переливании крови учитывают группу крови и резус-фактор.